# Colin Jackson
Colin Ray Jackson (nacido el 18 de febrero de 1967 en Cardiff, Gales) es un ex-atleta británico especialista en pruebas de 110 m vallas de padre jamaicano y madre escocesa, que actualmente trabaja como comentarista deportivo y presentador para la BBC. Fue distinguido como Comendador de la Orden del Imperio británico.

## Carrera deportiva
Jackson estudió en la Llanedeyrn High School, donde comenzó a jugar al fútbol y al cricket (llegando a representar a su condado) y al rugby y al baloncesto.
Bajo la supervisión de su amigo y entrenador Malcolm Rodger Arnold, empezó a destacar como decatleta antes de especializarse en la prueba de vallas. El 23 de agosto de 1993 en Stuttgart (Alemania) batió el récord mundial de los 110 m con un tiempo de 12.91s. Este récord permaneció imbatido hasta el 11 de julio de 2006 cuando fue mejorado por el chino Liu Xiang quien lo rebajó en 3 centésimas en la final del Grand Prix en Lausanna, Suiza. Sin embargo Colin todavía mantiene el récord de los 60 m vallas logrado con un tiempo de 7.30 s desde el 6 de marzo de 1994, en Sindelfingen, Alemania. Uno de los mayores éxitos de su carrera deportivo fue el permanecer imbatido 44 carreras entre agosto de 1993 y febrero de 1995.
Tras finalizar su carrera profesional, Colin ha sido entrenador de atletas como es el caso del corredor de 400 m Tim Benjamin o del corredor de 400 m vallas Rhys Williams y también de otros deportistas como el nadador británico Mark Foster.
Así mismo forma parte del Comité organizador de los Juegos olímpicos de Londres 2012.